# Державний геральдичний реєстр Російської Федерації
Державний геральдичний реєстр Російської Федерації — список описів і зображень символів, які отримали офіційне затвердження в Російській Федерації, створений «з метою систематизації та впорядкування використання офіційних символів і знаків розрізнення». Ведення реєстру покладено на Геральдичну раду при Президентові Російської Федерації.
Державний геральдичний реєстр був створений згідно указу президента Бориса Єльцина № 403 від 21 березня 1996 р.
Згідно Положення про геральдичний реєстр до нього вносяться:
- офіційні символи Російської Федерації і суб'єктів Російської Федерації (прапори, герби);
- офіційні символи федеральних органів державної влади та органів державної влади суб'єктів Російської Федерації (прапори, герби, емблеми);
- офіційні символи органів місцевого самоврядування та інших муніципальних утворень (прапори, герби, емблеми);
- відзнаки та знаки розрізнення, нагороди федеральних органів виконавчої влади та органів виконавчої влади суб'єктів Російської Федерації.

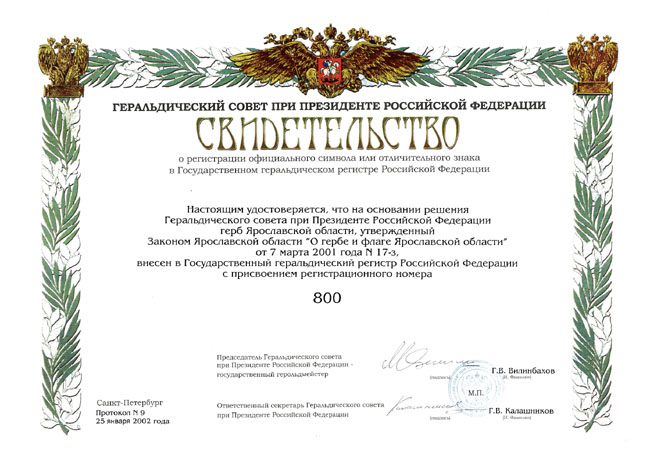
Зразок Свідоцтва про внесення до Державного геральдичного реєстру РФ; на прикладі герба Ярославської області (№ 800)

Всі офіційні символи в Реєстрі отримують реєстраційний номер, який надалі не змінюється. Право на офіційний символ і знак розрізнення, що внесені до реєстру, належить власникові свідоцтва про реєстрацію офіційного символу і знака розрізнення або його правонаступникові.
13 жовтня 2003 року президент Володимир Путін видав розпорядження № 471-рп «Про порядок видачі свідоцтв про реєстрацію офіційних символів і знаків розрізнення в Державному геральдичному реєстрі Російської Федерації». Згідно з цим документом, свідоцтво про реєстрацію в Державному геральдичному реєстрі «оформляється на бланку встановленого зразка», «виготовляється на спеціальному папері», може містити «багатобарвний малюнок геральдичного знака», «скріплюється підписами голови і відповідального секретаря Геральдичної ради та гербовою печаткою». У свідоцтві зазначаються порядковий номер, під яким офіційний символ або відмітний знак внесений до Державного геральдичного реєстру Російської Федерації, дата і номер протоколу засідання Геральдичної ради при Президентові Російської Федерації, який ухвалив рішення про реєстрацію геральдичного знака.